# Paula Ivan
Paula Ivan (ur. 20 lipca 1963 w Herăști) – rumuńska lekkoatletka, specjalizująca się w biegach na średnich dystansach. 
Złota (bieg na 1500 m) i srebrna (bieg na 3000 m) medalistka igrzysk olimpijskich w Seulu (1988). Halowa mistrzyni Europy w biegu na 1500 m (1989), w tym samym roku triumfowała w Pucharze Świata na tym samym dystansie.

## Rekordy życiowe
- bieg na 800 metrów – 1:56,42 (1988)
- bieg na 1000 metrów – 2:34,73 (1989)
- bieg na 1500 metrów – 3:53,96 (1988) - aktualny rekord Rumunii, do IO 2020 Rekord Olimpijski
- bieg na milę – 4:15,61 (1989) - były rekord świata, aktualny rekord Rumunii, 9. wynik w historii światowej lekkoatletyki
- bieg na 3000 metrów – 8:27,15 (1988)
- bieg na 1500 metrów (hala) – 4:01,27 (1989)
- bieg na milę (hala) – 4:18,99 (1989) 6. wynik w historii światowej lekkoatletyki
- bieg na 3000 metrów (hala) – 8:46,45 (1987)